# Edwige Lawson-Wade
Edwige Lawson-Wade (14 de maio de 1979) é uma basquetebolista profissional francesa, medalhista olímpica.

## Carreira
Edwige Lawson-Wade a integrou Seleção Francesa de Basquetebol Feminino, em Londres 2012, conquistando a medalha de prata.